# 拉加里纳村
拉加里纳村（義大利語：Villa Lagarina），是意大利特伦托自治省的一个市镇。总面积24平方公里，人口3634人，人口密度151.4人/平方公里（2009年）。ISTAT代码为022222。

## 友好城市
- 德国莱茵河畔施托克施塔特 1990年
- 巴西本图贡萨尔维斯 2007年